# 薩摩藩家臣
薩摩藩家臣（さつまはんかしん）では、薩摩島津氏を藩主に頂く薩摩藩（鹿児島藩）の主要家臣・門閥について述べる。

## 概要
薩摩藩の家臣団の家格は正徳元年までに整備され、御一門（4家、私領主）、一所持（30家、私領主）、一所持格（13家）、寄合、寄合並（寄合、寄合並をあわせ約60家。「三州御治世要覧」ではこの家格を「家老与」と呼んでいる。以上が上士層で家老を出すことができる。ただし、寄合並は一代限りの家格のため、変動が激しい）、無格（2家）、小番（約760家）、新番（約24家）、御小姓与（約3000家。ここまでが城下士）、与力（赦免士や座附士とも、准士分）の10の家格に分かれていた。なお、家格整備前は新番から郷士までを合わせて「大番」と呼んでいた。
地方の外城に在する外城士（江戸中期より郷士と称す）は家格こそ御小姓与と同格とされたが、島津重豪の藩政改革以降徐々に城下士より下に見られるようになった。また、外城士内でも身分の上下（主に血統・家柄）があり、名門でなければ郷士年寄等のいわゆる麓三役（外城行政の上級役人）にはなれなかった。
下記直臣の家臣は私領士または家中と呼ばれ（通称として又家来）、陪臣身分として直臣である城下士・郷士よりも下にみられた。ただし、戊辰戦争後の藩政改革で私領が廃された際にほとんどが郷士となっている。
能力や養子縁組、分家や零落など様々な事情で上記身分間の移動が存在していた。
明治維新に際して、薩摩藩には士族戸数43,119戸があった。諸藩の士族戸数と比較して際立って多いのは、薩摩・大隅・日向の広大な領地を治め、また、九州統一の過程で各地の武士が取り込まれ増えたためである。

## 有力分家
薩摩藩は77万石の大藩の割には支藩は佐土原藩1つのみであったが、小大名級の所領に封じられた分家や庶流を多数抱えていた。特に藩主直系の子孫を当主とする4家は「御一門」と呼ばれた。元文3年の一門家新設時は加治木家と垂水家がこの家格とされたが、同年に成立した重富家も加わり、重富家の前身、越前島津家が室町幕府の直勤だったため、一門家筆頭とされた。延享元年に今和泉家が成立すると、同家も一門家となった。なお、一門家は通称、「四家」ともいわれた。
「御一門」の呼称が成立するのは正徳年間だが、家格としては元文年間に成立し、70人賄料であった。藩主家が断絶したときには跡継ぎを出す江戸幕府の御三家に似た役割を持ち別格の扱いを受けた。家老などの役職につくことはなかったが、藩主の命で政務に参与することがあり、この場合は家老よりも格上の扱いであった。ただし、家臣であることには変わりないので、島津久光も息子・忠義の後見人になるにあたり、いったん重富家との養子縁組を解消して本家に戻る、という形式を踏んだ。
御一門に次いだのが、大身分と呼ばれた4つの有力分家だった。正徳2年（1712年）11月、4代藩主島津吉貴の時代に島津家の家格整備により、島津左衛門家（日置島津家）、島津周防家（花岡島津家）、島津筑後家（都城島津家）が大身分に位置付けられ、後に島津図書家（宮之城島津家）が加えられた。大身分は藩主への挨拶をする儀式序列において御一門に次ぎ、国老（家老）よりも前とされた。これらの分家衆の中で突出して最も広大な領地を持っていたのが都城島津家（北郷氏本家）だった。大身分は天明6年（1786年）に、大身分が城下士の上士にあたる寄合並以上の総称とされた後、この四家は、他家よりも重んじられ独特の待遇を受けていた。これに一門四家を加えて八家とし、また八家のうちに種子島氏本家を加えることもあり、実質的に九家が特に重んじられていた。
近世前期には、本宗家に次ぐ「脇の惣領」をめぐり、垂水家と加治木家・日置家が上位を主張した事例や、日置家同様を主張する宮之城家の訴訟、年頭太刀進上の座席順をめぐる新納家と佐多家の悶着などが起きていた。

## その他の氏族
戦国時代の島津氏の九州統一過程において臣従した国人の末裔が江戸時代に家臣となった。しかし、家臣の抵抗を恐れたためか、藩主の子息を養子として押しつけられ、血統は島津氏に乗っ取られた家が多いとする見方もある。但し、仙台藩でも似た傾向がある（仙台藩の家格#一門参照）。

## 一門家
- 重富島津家
（大隅重富領1万4千石、四家、八家、九家）
  - 島津忠紀（四代藩主吉貴四男）－忠救－忠貫＝忠公（九代藩主斉宣二男）＝忠教（十代藩主斉興五男）－忠鑑

- 加治木島津家
（大隅加治木領2万石、四家、八家、九家） 
  - 島津忠朗（初代藩主家久三男）－久薫＝久季（島津本宗家綱久二男） －久連＝久門（五代藩主継豊二男）－久方＝久徴（知覧島津家久峯長男）－久照＝久徳（今和泉島津家忠厚長男）－久長－久宝

- 垂水島津家
（大隅垂水領1万7千石、四家、八家、九家） 
  - 島津久信（垂水島津家彰久長男、島津氏十六代当主義久外孫）－久敏＝忠紀（初代藩主家久七男）－久治＝忠直（三代藩主綱貴四男）＝貴儔（四代藩主吉貴三男）＝貴澄（四代藩主吉貴六男）＝貴品（日置島津家久統長男）－貴柄－貴典－貴敦

- 今和泉島津家
（薩摩今和泉領1万1千石、四家、八家、九家） 
  - 島津忠郷（四代藩主吉貴七男）＝忠温（四代藩主吉貴八男）＝忠厚（八代藩主重豪六男）[4]－忠喬＝忠剛（九代藩主斉宣七男）－忠冬＝忠敬（忠剛四男）＝忠欽（重富島津家忠教四男）

## 支藩
- 佐土原島津家
（日向佐土原領2万7千石）
  - 島津以久（垂水島津家忠将長男）－忠興－久雄－忠高－惟久－忠雅－久柄－忠持－忠徹－忠施＝忠寛（佐土原島津家忠徹三男）

## 幕府旗本
- 島之内島津家
（日向島之内領3千石）
  - 島津久寿（久富（佐土原島津家忠興二男）長男）=久武（久富（佐土原島津家忠興二男）三男）=久睦（佐土原島津家惟久長男）=久芬（佐土原島津家惟久四男）－久般=久道（佐土原島津家久柄庶子）－久房－久純－久仲

## 一所持・一所持格
- 日置島津家
（薩摩日置領9千石、八家、九家） 
  - 島津常久（日置島津家忠隣長男）－久慶＝忠朝（初代藩主家久十二男）－久竹－久健－久林－久甫－久統－久知－久風－久徴－久明

- 花岡島津家
（大隅花岡領6千石、八家、九家）
  - 島津久儔（三代藩主綱貴三男）－久尚－久敦－久弼－久寛＝久誠（花岡島津家久敦二男）＝久敬（花岡島津家久寛長男）－久実－久基

- 宮之城島津家
（薩摩宮之城領1万6千石、八家、九家） 
  - 島津忠長（宮之城島津家尚久長男）－久元－久通－久竹－久洪＝久方（三代藩主綱貴五男）－久倫＝久亮（四代藩主吉貴五男）＝久濃（宮之城島津家久倫長男）＝久郷（島津内記家久住長男）－久儔－久中＝久宝（宮之城島津家久儔二男）＝久治（重富島津家忠教二男）

- 都城島津家（北郷氏本家）
（日向都城領3万5千石、八家、九家） 
  - 北郷忠能（北郷氏本家忠虎長男）－翁久＝忠亮（北郷氏本家忠能二男）＝久直（初代藩主家久四男）＝久定（二代藩主光久二男）＝島津忠長（二代藩主光久三男）＝久理（二代藩主光久八男）－久龍－久茂[5]－久般＝久倫（都城島津家久茂二男）－久統－久本－久静－久寛－久家（北郷久政（都城島津家久静六男）長男）
- 種子島氏本家（大隅種子島領1万1,000石、九家）
  - 種子島久時－忠時－久時－久基－久達－久芳－久照－久道＝久珍（九代藩主斉宣十二男）－久尚－守時
- 川上氏本家（薩摩鹿児島郡川上村領1千石）
  - 川上久隅（川上氏（祖は島津家五代島津貞久長男の頼久）十一代当主）－久通－久貞－久運－久尚－久東－久長－久儔＝久致（島津貴儔（四代藩主島津吉貴三男、垂水島津家）四男）－久芳－久封－久璋
- 豊州島津家（豊州家）（薩摩黒木領1千石）
  - 島津久賀－久守－久邦＝久兵（久元（久賀三男）二男）－久智－久起－久中－久長－久宝－久芳－久雄
- 永吉島津家（薩摩永吉領4千石）
  - 島津忠栄（喜入忠続（喜入氏本家）長男、豊久（家久（島津家十五代当主貴久四男）長男）養子）＝久雄（初代藩主家久九男）－久輝＝久貫（久矩（久雄三男）長男）－久柄－久芳－久謙－久輔－久武－久陽＝久敬（忠剛（九代藩主斉宣七男、今和泉島津家）二男）＝久籌（久包（島津登家（永吉家二男家））長男）－久徴
- 知覧島津家（佐多氏）（薩摩知覧領7千石）
  - 佐多久慶（佐多氏（祖は島津家四代島津忠宗三男の忠光）十一代当主）－忠充－忠治－久孝＝久利（肝付兼屋（喜入肝付氏）三男）＝島津久達（二代藩主光久五男）－久豪＝久峯（五代藩主継豊三男）－久邦－久軌－久福－久徴
- 佐司島津家（薩摩佐志領3千石）
  - 島津忠清（義弘（島津家十五代当主貴久二男）五男）＝久近（久元（宮之城島津家）三男）＝久岑（二代藩主光久四男）＝久当（二代藩主光久十一男）＝久幸（久達（二代藩主光久五男、知覧島津家）五男）－久金－久泰－久品－久照＝久厚（久品三男）－久容
- 新納氏本家（大隅踊郷三躰堂村領5百石）
  - 新納忠真（新納氏（祖は島津家四代島津忠宗四男の時久）十一代当主）＝久元（島津忠長（宮之城島津家）二男）＝忠影（島津忠清（薩州家六代当主島津義虎三男、島津家十六代当主島津義久の外孫）長男）－久辰－久珍－久邦－久謐－久宝－久成－久世－久厚＝久澄（島津久本（都城島津家）四男）
- 樺山氏本家（薩摩藺牟田領2千石）
  - 樺山久高（樺山氏（祖は島津家四代島津忠宗五男の資久）十一代当主）－久守－久辰＝久尚（初代藩主島津家久十五男）＝久広（東郷重虎（島津家久（島津家十五代当主島津貴久四男）二男）長男）－久清－久福－忠郷－久初－久智＝久美（久補（新納久謐（新納氏本家）二男、久智養子）長男）－久道＝久相（久美二男）－久要－久徴
- 桂氏本家（大隅志布志郷月野村領8百石）
  - 桂忠詮（常州家桂氏（祖は島津家十代島津忠国四男の島津勝久）五代当主）－忠秀－忠能＝忠知（初代藩主島津家久十二男）＝忠康（島津忠広（初代藩主島津家久五男、島津助之丞家）二男）＝久澄（島津久雄（初代藩主島津家久九男、永吉島津家）二男）＝久祐（二代藩主島津光久十四男）－久音－久中－久芳－久郷－久謐－久柱＝久視（久謐二男）＝久微（久謐三男）＝久武（島津久風（日置島津家）五男）－久嵩
- 喜入氏本家（薩摩鹿籠領4千石）
  - 喜入忠続（摂州家喜入氏（祖は島津家十代島津忠国七男の島津忠弘）七代当主）－忠高＝忠長（二代藩主島津光久三男）＝久亮（二代藩主島津光久九男）－久致＝久峯（久亮三男）＝久茂（桂久祐（二代藩主島津光久十四男、桂氏本家）三男）－久福－久量－久欽－久通－久高－久博
- 町田氏本家（薩摩伊集院郷石谷村2千石）
  - 町田久幸（町田氏（祖は島津家二代島津忠時七男の忠経）十九代当主）－忠尚（初代藩主島津家久六男）－久東－久居＝久儔[6]＝久甫（島津久冨（島津久近（島津忠朝（初代藩主島津家久十二男、日置島津家）二男、日置島津家二男家の島津清太夫家）長男）三男）－久視－久要－久長－久成
- 平佐北郷氏（薩摩平佐領8千石）　 
  - 北郷三久（時久（北郷氏十代当主）三男）－久加－久精－忠昭＝久嘉（相良頼安二男）＝久英（久度（久嘉長男）長男）＝久達（久嘉四男）－久傳＝久陣（久達二男）－久珉－久敬＝久新（久昭（久珉長男）長男）－久信
- 新城島津家（大隅新城領3千石）
  - 島津久章（久信（垂水島津家）四男）－忠清＝久侶（二代藩主光久六男）＝久邦（二代藩主光久十九男）－久隆－久祖－久照＝久備（久祖二男）＝久徴（川上久致（島津貴儔（四代藩主吉貴三男、垂水島津家）四男、川上氏本家）二男）－久寛－久治
- 伊集院氏（今給黎氏流） （大隅踊郷宿窪田村領）
  - 伊集院久治－久元＝忠栄（北郷三久（平佐北郷氏）二男）＝久国（初代藩主島津家久十一男）＝久孟（島津忠朗（初代藩主島津家久三男、加治木島津家）二男）－久盈－久富－久郷－久備＝久文（内記（久備長男）長男）－久成－久道
- 市成島津家（大隅市成領1千石、元は土岐氏支流敷根氏）
  - 敷根立頼（島津忠長（宮之城島津家）三男）－島津久頼－久達－久輔＝久福（三代藩主綱貴九男）－久命＝久芳（政盈（久福二男）長男）＝久浮（二階堂行充六男）－久誠－久宝－久賀
- 本家準御三男家（家久庶子・加治木二男家）（1,500石余・島津家分家）
  - 島津忠広－忠守
- 本家準御四男家（光久庶子・島津頼母家）（島津家分家）
  - 島津久記＝久通（肝付兼柄の子）＝久馨（入来院明雅の子）－久謫－久武
- 本家準御五男家（光久庶子・島津求馬家）（島津家分家）
  - 島津久房－久教
- 薩州家準御二男家
  - 島津久富（島津久近嫡子）
- 吉利家（薩州家二男家） 
  - 島津季久（島津国久の子）－忠将－久定－忠澄
- 宮之城家 久達一流（大隅曽於郡恒吉坂元村（現曽於市）614石）
  - 島津久茂－久武
- 肝付氏（薩摩給黎郡喜入領5,508石）
  - 肝付兼盛－兼寛＝兼三（伊集院忠棟の子）＝兼篤（兼盛の子）－兼武－兼屋－久兼－兼柄－兼逵－兼伯－兼満－兼般－兼善－兼両
- 小松(禰寝)氏（薩摩吉利領2,600石余）維新後伯爵
  - 禰寝重政＝福寿丸（藩主・家久の子）＝重永（藩主・家久の子、福寿丸の弟）－清雄＝清純（藩主・綱貴の子）－清方＝小松清香（島津準次男家島津久春の子）＝安千代（不家督、のちの今和泉島津家当主島津忠温）＝小松清宗（島津久春の子。島津準次男家当主島津大蔵久道。清香の弟。初め清行）＝清穆（島津久儔の子、島津久春の弟の子孫）－清猷＝清廉（肝付兼善の三男、通称「帯刀」）－清直－帯刀＝従志（西郷従道の子）
- 入来院氏（薩摩入来（現薩摩川内市）領2,600石余・渋谷氏の支流）
  - 入来院重高－重通－重頼－重治＝重堅＝規重＝明雅－定恒＝定勝－定馨－定矩＝定経－定極＝公寛
- 頴娃家（大隅桑原郡踊蘆谷原村（現霧島市）4,017石）
  - 頴娃兼政＝久音
- 比志島氏（大隅桑原郡踊万膳村（現霧島市）370石）
  - 比志島範常－範章
- 川田家 比志島氏庶流（勝手方（菱刈實詮と相合）874石）
  - 川田国陣－国福（国詮）
- 鎌田氏（大隅肝属郡大姶良南俣村（現鹿屋市）1,311石）
  - 鎌田政勝－鎌田政近
- 薩摩伊勢氏（大隅曽於郡末吉岩川村（現曽於市）6,039石）
  - 伊勢貞起－貞矩

## 寄合・寄合並
- 義岡家
- 山岡家
- 越前家二男家
- 加治木家久亀一流
- 末川家
- 和泉家久武一流
- 日置家久近一流
- 川上家久利一流
- 川上家久明一流
- 宮之城家久香一流
- 永吉家久矩一流
- 郷原家
- 川上家忠塞一流
- 新納家是久一流
- 樺山家久盈一流
- 北郷家久常一流
- 北郷家久綿一流
- 桂家忠増一流
- 薩州家忠清一流
- 伊集院家俊忠一流
- 新納家忠澄一流
- 町田家久政一流
- 伊集院家久照一流
- 新納家久品一流
- 伊集院家久矩一流
- 山田家有貫一流
- 鎌田家政常一流
- 平田家宗勝一流
- 高橋家
- 仁礼家
- 二階堂家
- 二階堂家行重一流
- 名越家
- 小林家
- 北條家
- 本田家
- 相良家
- 平田家宗保一流
- 堀家
- 小笠原家
- 鎌田家政重一流
- 鎌田家政実一流
- 市来家
- 河野家
- 赤松家
- 渋谷家
- 宮之原家
- 関山家
- 山田家有儀家
- 岩下家
- 上野家
- 猪飼家
- 調所家
- 二階堂家行健一流